# 모스크바-상트페테르부르크 철도
상트페테르부르크에서 모스크바까지의 철도 (1855–1923 – 니콜라옙스카야 철도)는 레닌그라드주, 노브고로드주, 트베리주, 모스크바주의 네 오블라스티를 가로질러 649.7 킬로미터 (403.7 mi)를 운행한다. 이 노선은 러시아 철도의 옥탸브리스카야선에 의해 운영되는 러시아 북서부 지역의 주요 교통 동맥이다.

## 역사

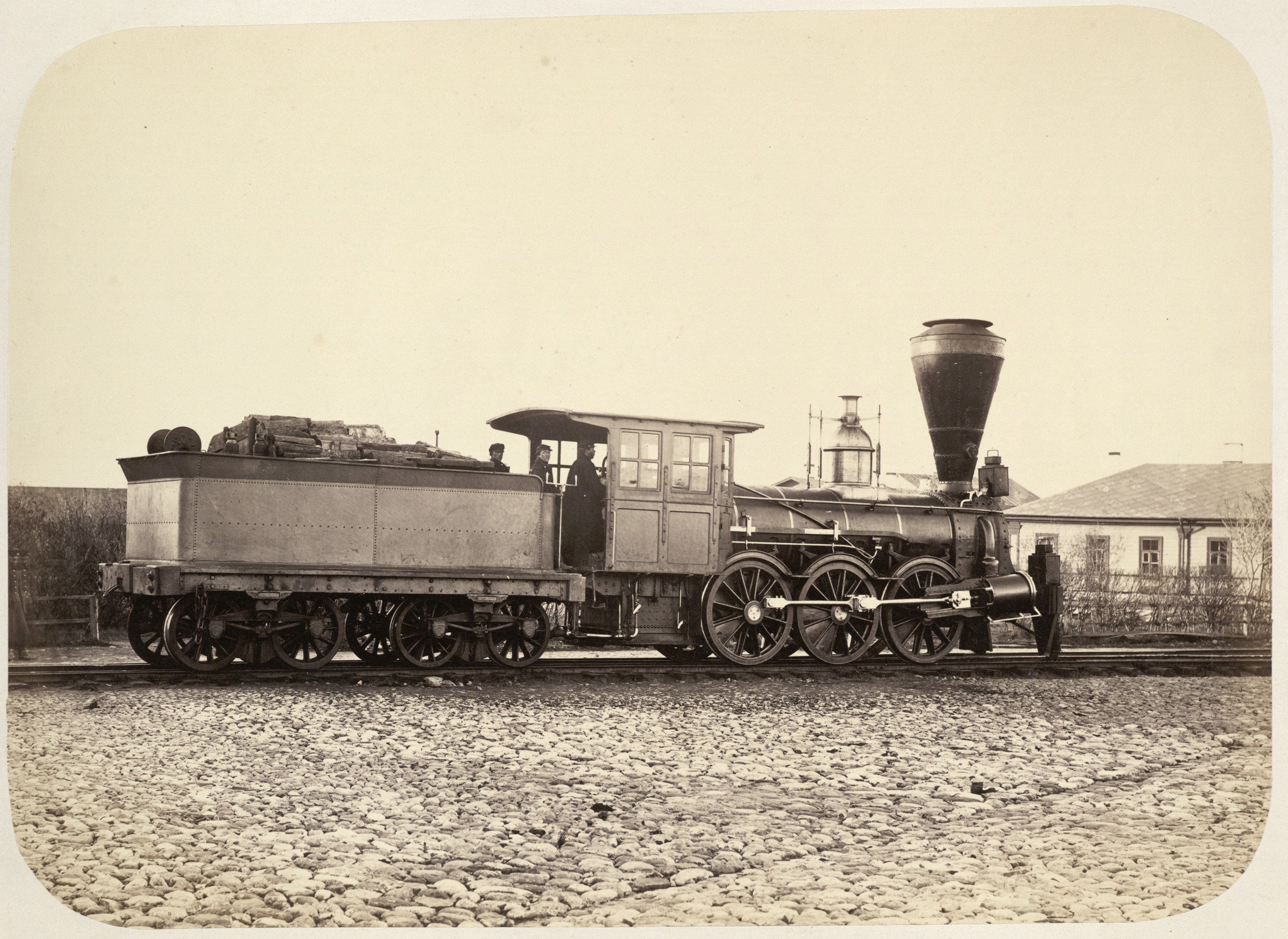
니콜라옙 철도의 목재 연소 기관차, 1858년경

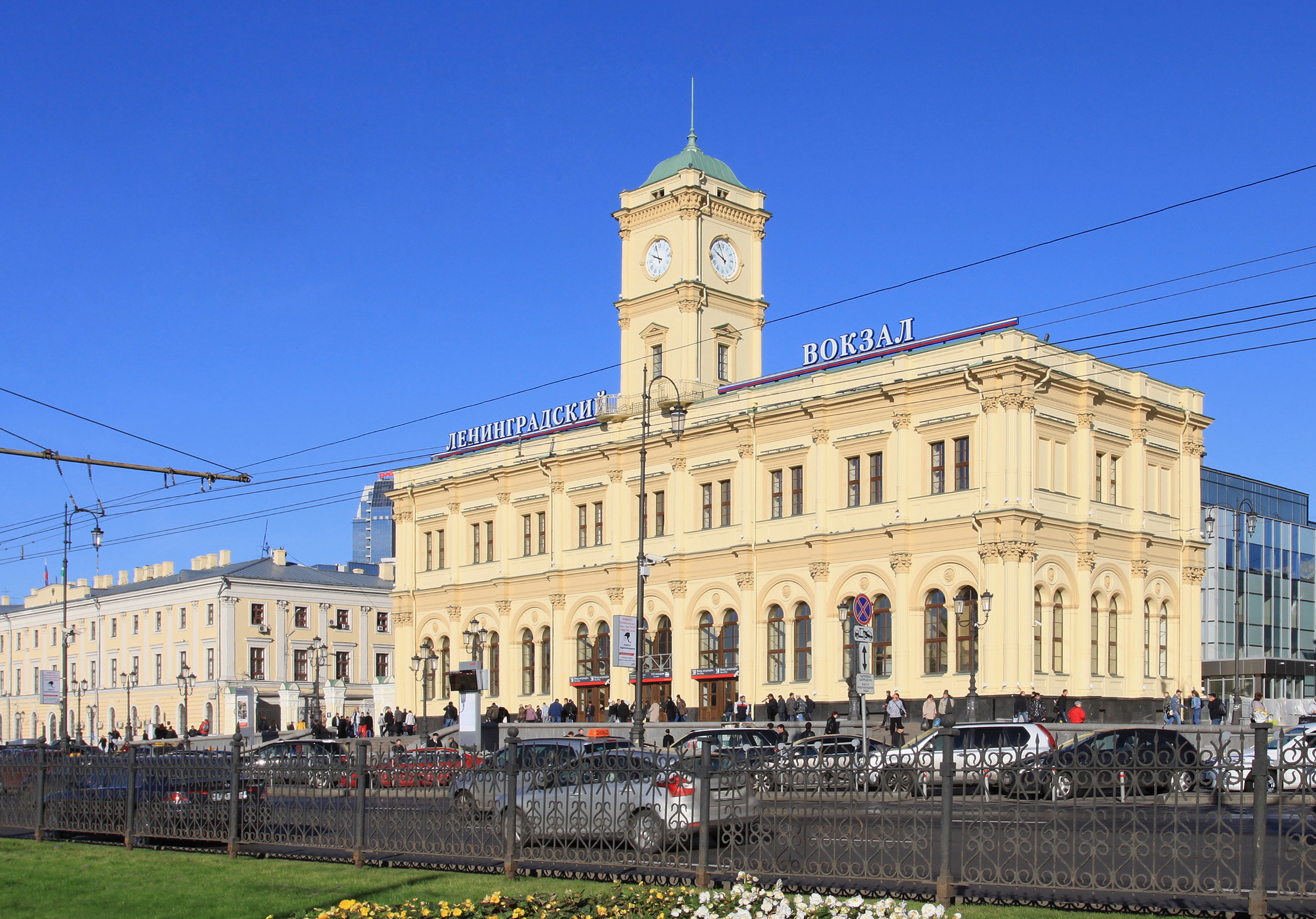
모스크바의 레닌그라드스키역 (1851년), 노선의 남쪽 종착역

### 배경
1842년 2월 1일, 니콜라이 1세 차르는 철도 건설을 명령하는 칙령을 발표했다. 이 철도는 건설을 감독한 엔지니어이자 행정가인 파벨 멜니코프 (1804–1880)의 숙원 사업이었으며, 그의 동상은 남쪽 종착역인 모스크바의 레닌그라드스키역 근처에서 볼 수 있다. 두 수도를 연결하는 철도 아이디어는 장기간의 논쟁을 불러일으켰고, 일부 반동적인 관리들은 대중의 여행이 허용될 경우 사회적 혼란을 예측했다. 부유층만이 이 노선을 이용할 수 있도록 결정되었고, 모든 승객은 엄격한 여권 및 경찰 통제를 받았다.
독일 엔지니어 프란츠 안톤 폰 게르스트너가 1837년에 건설한 차르스코예 셀로 철도가 러시아 최초의 공공 철도 노선이었지만, 비용 초과로 인해 니콜라이 1세 차르와 그의 고문들은 게르스트너가 계획된 상트페테르부르크-모스크바 노선을 실행할 능력이 있는지 의심하게 되었다. 그래서 멜니코프와 다른 동료는 1839년에 철도 기술을 연구하기 위해 미국으로 건너갔고, 그곳에서 보스턴 앤 프로비던스 철도를 위한 캔턴 고가교를 설계한 조지 워싱턴 휘슬러를 만났다.
멜니코프의 추천에 따라 니콜라이 1세 차르는 휘슬러를 초청하여 철도 건설을 돕도록 했다. 휘슬러는 1842년 6월, 휘슬러의 친구가 될 황실 엔지니어 이반 F. 부타츠 소령과 함께 러시아로 떠났다. 그는 1847년에 러시아 황제로부터 성 안나 훈장을 받았지만, 콜레라에 걸려 노선이 완공되기 2년 전인 1849년 4월 7일 러시아 상트페테르부르크에서 사망했다.
이 노선은 농노에 의해 건설되었으며, 많은 인명 손실이 있었는데, 이는 니콜라이 네크라소프가 1864년 시 철도 (시)에서 한탄한 사실이다. 10년간의 건설 끝에 1851년 11월 1일 노선이 개통되었다. 첫 번째 여객 열차는 상트페테르부르크를 오전 11시 15분에 출발하여 다음 날 오후 9시에 모스크바에 도착했다. 완공 당시 이 노선은 세계에서 가장 긴 복선 철도였다.

### 자 대는 전설

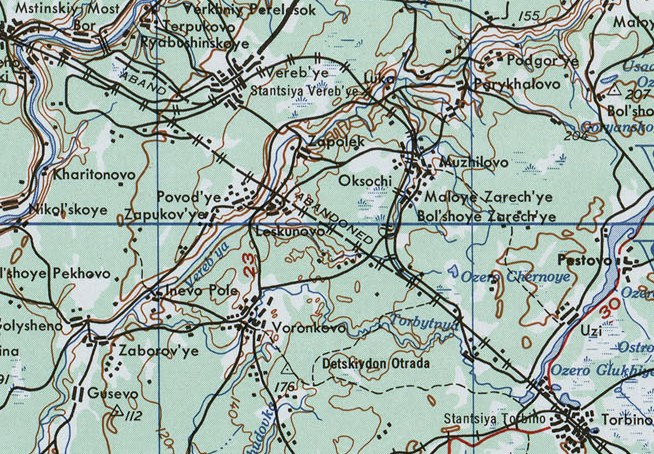
므스타강 지역 지도 (1954년)

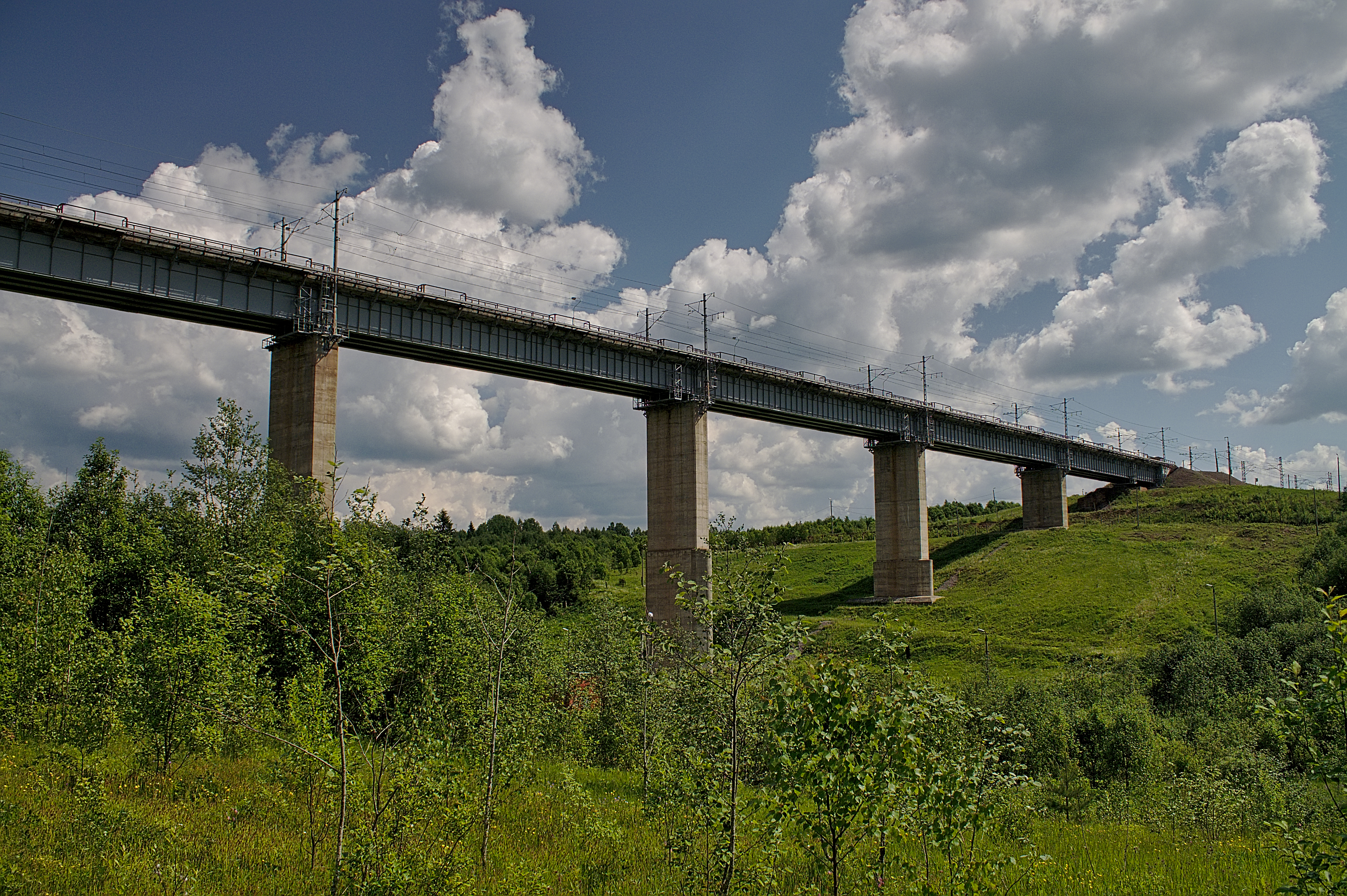
새 베레빈스키 다리, 2001년에 우회로를 대체하여 개통됨

니콜라이 1세 차르는 철도에 대한 도시전설에 등장한다. 1842년에 철도를 계획할 때 그는 주요 장애물이 있음에도 불구하고 가장 짧은 경로를 사용해야 한다고 주장했다. 이야기에 따르면 그는 자를 사용하여 철도를 완벽하게 직선으로 그리려고 했다고 한다. 므스타강 근처에서 차르의 연필이 자를 잡고 있던 어색하게 놓인 손가락에 부딪혀 선에 굴곡이 생겼다고 한다. 전설에 따르면 엔지니어들은 차르의 명령을 정확히 실행하기를 원했고, 그 결과는 단 하나의 굴곡을 제외하고 완벽하게 직선인 선로가 되었다고 한다. 이 거짓 이야기는 러시아와 영국에서 국가가 얼마나 형편없이 통치되는지를 설명하는 인기 있는 이야기가 되었다. 1870년대에는 러시아인들이 차르가 철도를 이리저리 돌리려 했던 지역 이기주의를 극복한 현명한 인물이라고 주장하는 다른 버전을 이야기했다. 비슷한 이야기가 울름-프리드리히스하펜 철도에 대해서도 전해지는데, 이 철도에는 많은 정착지를 우회하는 놀랍도록 직선 구간이 포함되어 있다. 전설에 따르면 어떤 마을을 경유할지에 대한 지역 주민들의 끝없는 논쟁을 뷔르템베르크의 국왕이 자를 꺼내 직선을 그리며 "나는 내 철도를 이렇게 건설하고 싶다"고 말함으로써 종식시켰다고 한다.
실제로 일어난 일은 엔지니어들이 노선을 설계했고, 차르는 직선으로 건설하라는 그들의 조언을 승인했다는 것이다. 베레빈스키 우회로라고도 불리는 이 굴곡은 사실 1877년, 노선이 개통된 지 26년 후에 건설되었는데, 17 km (10.6 mi) 동안 지속되는 가파른 경사면을 우회하기 위함이었다. 상트페테르부르크로 향하는 열차는 너무 빠른 속도를 내서 다음 역을 그냥 지나쳤고, 모스크바로 향하는 열차는 언덕을 오르기 위해 네 대의 기관차가 필요했다. 2001년에 새로운 고가교가 개통되면서 우회로는 폐쇄되었다.
2001년에 러시아 최초의 고속철도 노선이 같은 경로를 따라 건설될 예정이었으나, 발다이 구릉의 취약한 환경에 대한 생태학적 시위와 우려로 인해 결국 프로젝트는 보류되었다. 2019년에는 새로운 설계 단계의 시작이 승인되었다. 모스크바-상트페테르부르크 고속철도의 건설은 2024년 3월에 시작되었다.

## 운영

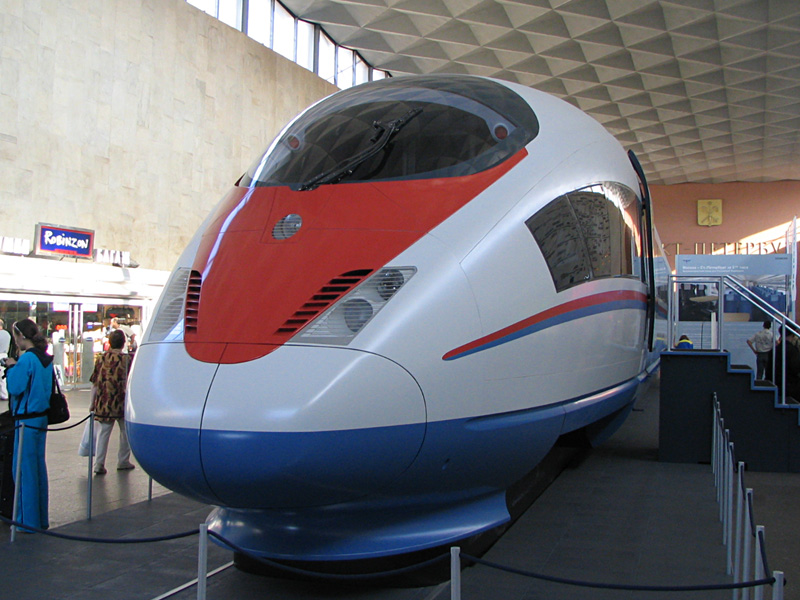
상트페테르부르크 모스크바역 대기실의 지멘스 벨라로 RUS

최고 속도는 250 km/h (155 mph)이지만, 이 속도는 노선의 10 km (6.2 mi) 미만의 구간에서만 허용된다. 110 km (68 mi)의 노선에서는 최고 속도 220 km/h (140 mph)가 허용된다. 나머지 경로에서는 최고 속도 200 km/h (124 mph)가 허용된다. 가장 빠른 열차는 3시간 30분이 소요되며 (평균 속도는 185 km/h (115 mph)), 지멘스 벨라로 RUS 열차는 삽산으로도 알려져 있으며, 2009년부터 이 노선에서 운행되고 있다. 모든 선로를 업그레이드하는 데 어려움이 있어 최고 속도 300 km/h (186 mph)보다 낮은 속도로 운행하고 있다. 러시아 철도는 8대의 열차에 거의 10억 달러를 지출했다. 2019년에는 동일 모델의 열차 13대에 대한 11억 유로 규모의 세 번째 주문이 체결되었다.
1931년부터 유명한 크라스나야 스트렐라 ("붉은 화살") 열차는 매일 밤 11시 55분에 모스크바를 출발하여 다음 날 아침 7시 55분에 상트페테르부르크에 도착하고, 그 반대 방향으로도 운행한다.
이 철도는 비교적 혼잡하여 하루에 몇 대의 고속 열차만 운행할 수 있다. 시속 400 km/h (250 mph)까지 속도를 낼 수 있는 평행 고속철도를 건설할 제안이 있으며, 예상 비용은 696억 루블이고 원래 예상 완공일은 2018년이었다.

### 주요 역
주요 역은 (남쪽에서 북쪽으로) 크류코보 (젤레노그라드), 클린, 레드키노, 트베리, 리호슬라블, 칼라시니코보, 비시니볼로초크, 볼로고예, 오쿨롭카, 루카, 말라야비셰라, 추도보, 류반, 토스노, 오부호보를 포함한다.
[[파일:Sapsan Museum of Moscow Railway.JPG|섬네일|right|305px|모스크바 모스크바 철도 박물관의 모스크바-상트페테르부르크/니즈니노브고로드 철도 OO 게이지 모형]

### 시간표
모스크바에서 상트페테르부르크로 가는 직통 급행 열차는 매일 32편이 있으며, 다음은 그 중 일부이다.
| 열차 번호 | 출발지 – 경유지 – 목적지         | 모스크바 | 상트페테르부르크 | 소요 시간  | 비고                                           |
| --------- | -------------------------------- | -------- | ---------------- | ---------- | ---------------------------------------------- |
|           | 모스크바–상트페테르부르크        | 06:45    | 10:30            | 3시간 45분 | "삽산", 가장 빠른 열차.                        |
|           | 모스크바–상트페테르부르크        | 07:00    | 10:55            | 3시간 55분 | "삽산"                                         |
|           | 모스크바–상트페테르부르크        | 16:30    | 20:25            | 3시간 55분 | "삽산"                                         |
|           | 모스크바–상트페테르부르크        | 19:45    | 23:30            | 3시간 45분 | "삽산"                                         |
| 032V      | 모스크바–상트페테르부르크–헬싱키 | 22:50    | 06:02            | 7시간 12분 | 국제 열차도 이 노선을 운행한다. 알레그로 참고. |
| 054Ch     | 모스크바–상트페테르부르크        | 23:40    | 08:35            | 8시간 55분 | 직통 급행 열차 중 가장 느린 열차.              |
| 002A      | 모스크바–상트페테르부르크        | 23:55    | 07:55            | 8시간 00분 | "붉은 화살" 침대 열차.                         |
| 004A      | 모스크바–상트페테르부르크        | 23:59    | 08:00            | 8시간 01분 | "익스프레스" 침대 열차.                        |
| 038A      | 모스크바–상트페테르부르크        | 00:30    | 08:48            | 8시간 18분 | "메가폴리스" 침대 열차.                        |

더 많은 침대 열차가 있다. 핀란드 및 에스토니아와 같은 인근 국가로 가는 국제 열차는 이 노선을 이용한다.
이 노선은 절대적으로 피할 수 없는 최소한의 화물 열차만 운행한다. 그러나 각 방향으로 단일 선로만 있기 때문에 (모스크바-젤레노그라드 구간은 3개의 선로를 제외하고) 급행 열차는 종종 느린 지역 통근 열차에 의해 지연된다. 삽산 서비스 도입으로 인해 교외 열차 시간표에 대대적인 변화가 있었는데, 일부 열차는 추월을 허용하기 위해 대피선에서 긴 정차를 하거나 아예 취소되어 노선 주변 도시와 정착지에서 불만을 야기했다.
모스크바와 젤레노그라드 사이의 네 번째 선로가 건설 중이며, 젤레노그라드를 넘어 트베리까지 세 번째 선로를 확장할 계획이 있다.

## 사건사고
1988년 8월 16일, 볼로고예 근처의 결함 있는 선로 구간에서 고속으로 주행하던 아브로라 (열차)가 탈선하여 31명이 사망했다.

### 2007년 폭발
2007년 8월 13일, 모스크바에서 상트페테르부르크로 향하던 도시 간 여객 열차가 폭탄 폭발 후 말라야비셰라에 도달하기 직전에 탈선했다. 30명이 부상당하고 사망자는 없었으며, 며칠 동안 양방향 철도 교통이 차단되었다. 북캅카스 인구셰티야 공화국 출신 살람베크 자키예프와 막샤리프 히드리예프 두 명이 이 사건과 관련하여 기소되었다. 이들은 2010년 1월 테러 혐의에 대해 무죄를 선고받았지만, 관련 혐의로 징역형을 선고받았다. 법원은 그들이 폭발물을 실제로 설치한 테러 조직의 지도자 파벨 코솔라포프에게 전달했지만, 그 사용 목적을 알지 못했다고 판결했다. 자키예프와 그의 변호인 마고메트 라자코프는 또한 수사관에게 뇌물을 주려 한 혐의로 유죄 판결을 받았다. 자키예프는 10년, 히드리예프는 4년, 라자코프는 2년 2개월의 징역형을 선고받았다. 무죄 판결은 2010년 3월 대법원에서 확정되었다.

### 2009년 폭발
2009년 11월 27일, 모스크바와 상트페테르부르크 사이를 운행하던 166번 열차의 객차 4량이 탈선했다. 탈선은 TNT 환산 7 킬로그램 (15 lb)의 폭발물 폭파로 인한 테러 행위였다. 최소 27명이 사망하고 96명이 부상당했다. 11월 28일, 수사관을 겨냥한 두 번째 폭발로 수사위원회 위원장 알렉산드르 바스트리킨이 부상을 입고 입원했다.
이 사건은 2007년 폭발과 유사점이 있다고 보도되었다.

## 같이 보기
- 모스크바-상트페테르부르크 고속철도
- 러시아의 철도
- 러시아 철도
- 모스크바의 교통
- 푸시킨 시 황제 철도역